# アンドレア・エスポージト
アンドレア・エスポージト（Andrea Esposito, 1986年5月17日- ）は、イタリア・プッリャ州ガラティーナ出身の元サッカー選手。現役時代のポジションはディフェンダー。

## 経歴

### クラブ
少年時代から、地元のクラブでもあるUSレッチェのユースチームでプレーし、2003-04シーズンからトップチームに昇格。2004年1月25日のSSラツィオ戦でセリエAデビュー。2006-07シーズンはセリエC1のSSサンベネデッテーゼにレンタル移籍して結果を残すと、レッチェに戻った2007-08シーズンはレッチェでは自己最多の13試合に出場し、10月27日のリミニ・カルチョFC戦ではプロ初ゴールも記録。レッチェのセリエA復帰に貢献した。
2008-09シーズンは中心選手に成長し、セリエAで22試合に出場。9月9日のACミラン戦では貴重な同点弾となるセリエA初ゴールを決めた。しかしレッチェはセリエA最下位と低迷し、1シーズンでのセリエB降格が決定。これに伴い、ASローマやACFフィオレンティーナなど複数のクラブが獲得に動いたが、最終的にはジェノアCFCに共同保有で移籍した。
2010年1月19日、シーズン終了までの期限付きでASリヴォルノ・カルチョへ移籍、2010-11シーズンはボローニャFCへレンタル。2011-12シーズンはUSレッチェへレンタルされ、シーズン終了後にジェノアから完全移籍した。
2016年8月31日、USラティーナ・カルチョからヴィチェンツァ・カルチョに移籍した。
2017年7月20日にACチェゼーナへ移籍し、セリエBで26試合に出場し1得点を記録。シーズン終了後にクラブが破産したことに伴い、2018年8月18日にセリエCのカルチョ・カターニアと2年契約を締結した。

### 代表
レッチェでの活躍が評価され、2009年5月22日にマルチェロ・リッピ監督からイタリア代表に初めて招集されるも、出場機会はなかった。

## タイトル
レッチェ
- カンピオナート・プリマヴェーラ : 2002-03, 2003-04